# Neolepton peetersae
Neolepton peetersae is een tweekleppigensoort uit de familie van de Neoleptonidae. De wetenschappelijke naam van de soort is voor het eerst geldig gepubliceerd in 2003 door van der Linden.